# Gandaritis flavata
Gandaritis flavata är en fjärilsart som beskrevs av Moore 1867. Gandaritis flavata ingår i släktet Gandaritis och familjen mätare. Inga underarter finns listade i Catalogue of Life.